# Strzelanina w Bad Reichenhall
Strzelanina w Bad Reichenhall – strzelanina, do której doszło 1 listopada 1999 w Bad Reichenhall w Bawarii w Niemczech. Sprawcą ataku był 16-letni uczeń. W ataku zginęło 5 osób, a 7 zostało rannych, w tym znani niemieccy aktorzy Günter Lamprecht i Claudia Amm.

## Przebieg
Strzelanina rozpoczęła się gdy 16-letni uczeń Martin Peyerl otworzył ogień przez okno swojego domu do przechodniów. Użył do tego karabinu swojego ojca, który tego dnia, w Dzień Wszystkich Świętych, poszedł odwiedzić wraz z rodziną groby zmarłych bliskich, ale Martin Peyerl odmówił pójścia z nimi, po czym, gdy wyszli, udało mu się dobrać do sejfu ojca, w którym trzymał on broń. Peyerl po oddaniu strzałów przez okno sypialni, które zabiły trzy osoby i raniły siedem innych, przestał na jakiś czas strzelać. Chwilę później do domu przyszła z pracy jego siostra, którą sprawca zastrzelił. Następnie sprawca zabił także swojego kota, po czym wszedł do łazienki, usiadł w wannie i popełnił samobójstwo, strzelając sobie w podniebienie ze strzelby.

## Sprawca
Sprawcą ataku był 16-letni Martin Peyerl (ur. 11 sierpnia 1983), miejscowy uczeń o skrajnie prawicowych poglądach. Po zamachu w pokoju nastolatka znaleziono m.in. narysowaną na ścianie swastykę i płyty CD z brutalnymi filmami, a nad łóżkiem jego siostry wisiał portret Adolfa Hitlera. Sąsiedzi i koledzy wspominali Peyerla jako normalnego chłopaka i introwertyka. Jedną z jego ulubionych rozrywek były gry komputerowe. Dzień przed strzelaniną nastolatek miał powiedzieć swoim przyjaciołom o chęci dokonania zamachu podobnego do masakry w Columbine High School.